# Карапапахи

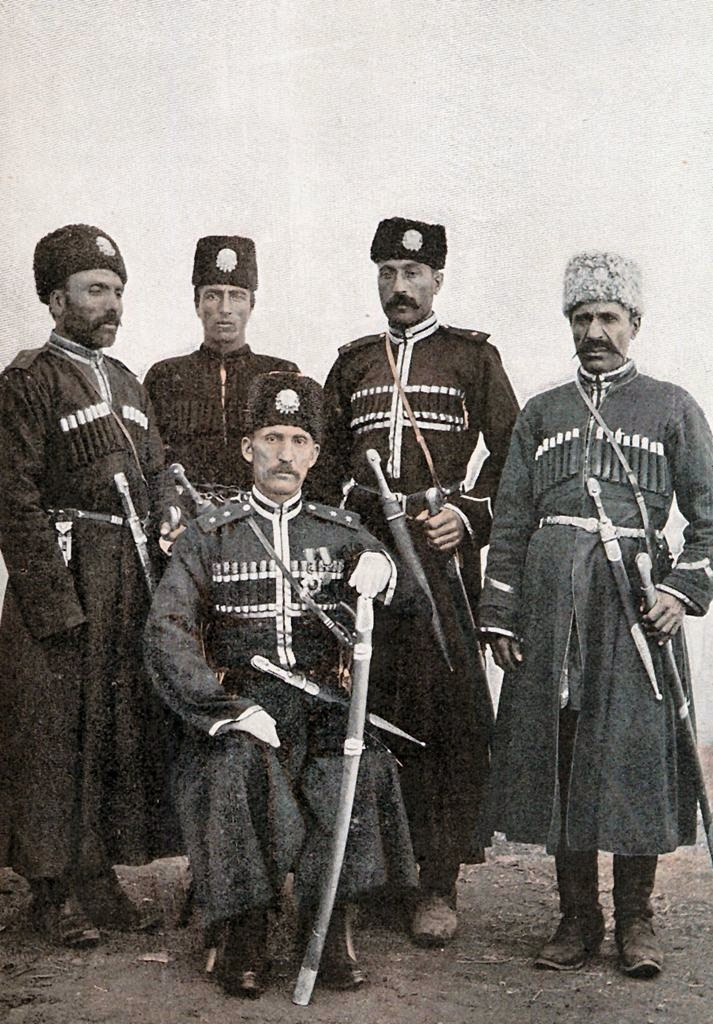
Карапапахи в армії Османської імперії. 1901 р.

Карапапахи (азерб. Qarapapaqlar, тур. Karapapaklar) — тюркомовний кипчацький народ. Проживають в Ірані, Туреччині, Азербайджан, Грузії (переважно Борчали) та Україні. Розмовляють тюркською карапапахською мовою. Сповідують іслам (іранські — шиїти, турецькі — сунніти, сирійські — алавіти).

## Опис
Сформувалися на Кавказі з різних тюркських, переважно кипчакських, племен. Деякі дослідники вважають їх етнографічною групою азербайджанців, а їх мову — діалектом азербайджанської мови, інші — окремим народом.
Назва походить від чорних (кара) каракулевих папах — національного одягу. Також зустрічається варіант «караберки», де «берк» — «шапка».
В часи Київської Русі на кордоні зі степом, на ріці Рось, існувала союзна Русі конфедерація тюрків-огузів, яка у давньоруських літописах XI-XII ст. відома під іменем «чорні клобуки», в склад яких входили огузькі племена торків, печенігів, берендеїв, ковуїв, турпеїв та каєпичів.
Перші згадки про карапапаків в регіоні Кавказу датуються XVI століттям.
Проте в турецьких та перських джерелах іноді термін «карапапахи» використовується для означення багатьох неспоріднених груп тюрків-кочовиків («терекеме»).
Серед карапапаків виділяються племена: теркавюн (інша назва — борчало, вважається «ханським племенем»), сарал, арапли, джан-ахмеді, чахарли, улачли.
В 1886 році на Кавказі, в Карській області, їх проживало 24 тисячі осіб. Станом на 1892 рік карапапахи становили 14 % населення Карської області. В кінці 1910-их років карапапахи стали відмічати як окремий народ в переписах. Станом на 1926 рік, згідно з переписом, карапапахів у Вірменській РСР нараховувалось 6,3 тисячі осіб. За оцінкою 2015 року всього у світі близько 300—700 тис.
Карапапахи були союзниками Персії у війнах з Росією у XIX ст, тому шахський уряд виділив їм землі в Курдистані, де вони увійшли в симбіоз з курдським племенем мамаш, засвоюючи елементи курдської культури.
У 1944 році карапапахи були депортовані з Вірменії до Центральної Азії разом з турками-месхетинцями, але після різні у Фергані 1988 року вони переїхали в Україну та Ставропольський край, частина повернулася до Вірменії. У Вірменії карапапахи жили у західній провінції Ширак. Після Карабаського конфлікту 1988 року майже всі представники виїхали до України та Азербайджану.
Карапапахи мають своєрідну культуру, створену на усній народній творчості. Відомі своїм ашузьким мистецтвом: дастани, ашузькі музика, пісні, танці, єдиноборства.
В Україні існує Об'єднання тюрків-карапапаків України, очолене Національною Радою  [Архівовано 30 травня 2022 у Wayback Machine.].